# Neolophonotus holoxanthus
Neolophonotus holoxanthus är en tvåvingeart som beskrevs av Engel 1927. Neolophonotus holoxanthus ingår i släktet Neolophonotus och familjen rovflugor.
Artens utbredningsområde är Etiopien. Inga underarter finns listade i Catalogue of Life.